# Alyssum lycaonicum
Alyssum lycaonicum là một loài thực vật có hoa trong họ Cải. Loài này được (O.E.Schulz) Dudley mô tả khoa học đầu tiên năm 1964.